# Dalibor Martinis
Dalibor Martinis (* 1947 in Zagreb, Föderative Volksrepublik Jugoslawien) ist ein kroatischer Video-, Performance- und Konzeptkünstler.

## Werdegang
Dalibor Martinis studierte Kunst an der Universität Zagreb und begann schon in den frühen 1970er Jahren mit Video zu arbeiten. 1978 gründete er mit seiner damaligen Frau, der Künstlerin Sanja Iveković, den von und für Künstler betriebenen Ausstellungsraum „Podroom“, der bis 1980 bestand. Martinis war Gastprofessor an der Universität Zagreb, der OCAD University und von 2008 bis zu seiner Emeritierung Professor an der Universität Rijeka.
Dalibor Martinis talks to Dalibor Martinis zeigt den 31-jährigen Dalibor Martinis in einer Aufnahme von 1978, wie er mit sich selbst, als 62-jährigem, im Jahre 2010 ein Interview führt. Die erste Frage, die er sich stellt, ist, ob er noch lebt.
Video Immunity (1978), Comrades and Citizens (2006), Egyptian Odessa Stairs (2011) und Odessa/Stairs/1925/2014 (2014) sind weitere bekannte Videoarbeiten.

## Ausstellungen/Sammlungen (Auswahl)
Dalibor Martinis nahm an internationalen Ausstellungen (Biennale von São Paulo, documenta 8, Videonale 3, 47. Biennale di Venezia) und Filmfestivals in Berlin, Tokyo, Montreal, San Francisco, und Locarno teil.
Seine Werke befinden sich in den Sammlungen des Museum of Modern Art in New York, Stedelijk Museum in Amsterdam, Zentrum für Kunst und Medientechnologie in Karlsruhe, New York Public Library, dem Museum zeitgenössischer Kunst in Zagreb und in der Kontakt.Art Collection in Wien.